# Nødpejlesender
En nødpejlesender eller et nødradiofyr er en enkel radiosender, som kun må anvendes ved nødsituationer. 
Alle skibe og fly har nødpejlesendere, som udløses ved ulykke. De kan udløses manuelt med en egen kontakt. Batterierne i senderne har speciel lang lagringstid og holdbarhedstid, sædvanligvis fem år. Efter aktivering er de beregnet til at sende mellem 24 og 48 timer.

## Forskellige typer af nødpejlesendere
- EPIRB   /EPIRB-AIS (Emergency Position-Indicating Radio Beacon) - anvendes sædvanligvis til skibe
- ELT (Emergency Locator Transmitter) anvendes sædvanligvis til fly
- PLB (Personal Locator Beacon) anvendes sædvanligvis af personer
- VHF Nødpejlesender - DSC kanal 70 for skibe
- SART/AIS-SART 3cm radar transponder for skibe
- Lavinebipper - de fleste typer kan både sende og modtage. Lavinebipperen skal sættes på "send" inden områder med lavinefare passeres, da man med stor sikkerhed ikke kan gøre det under snelavinen. Rækkevidden er 30-80 meter.

## Funktion
Det er flere typer og de fungerer på forskellig måde, enten sammensat eller hver for sig ved hjælp af følgende støttesystemer:
- COSPAS/SARSAT
- VHF, Maritim VHF eller Fly-VHF-båndets nødkanal 121,500 MHz
- DSC, (Digital Selective Calling) (Opkald på radio med digitale signaler.)
- AIS, (Automatisk Identifikations System)

## Udløser
Nødpejlesenderne i fly udløses ved kraftig stød. Det er sket at flyets nødpejlesender er udløst ved en hård landing, derfor bør piloten lytte på nødfrekvensen et øjeblik før flyet parkeres. De kan startes med en egen sikret kontakt på flyets dashboard. Hvis flyet havner i en forsænkning i terrænet kan nødpejlesenderen tages ud så den placeres i en højere højde for at sikre større signalrækkevidde.
Nødpejlesendere til skibe monteres så de frigøres og flyder til overfladen og startes enten når senderen kommer ned i vand eller når de kommer ned til en bestemt dybde. Senderne er vandtætte og flyder. Flere nødpejlesendere er udstyret med blinkende lys.
Det sælges også nødpejlesendere til småbåde.
De personlige nødpejlesendere (PLB) kræver som de andre nødpejlesendere egen konssesion og registrering. Der registreres også personens navn, adresse, mobilnummer - og navn og mobil til pårørende. Der kan også registreres eventuelle kroniske sygdomme/tidligere sygdomme og andet som kan være relevant for redningstjenesten.

## Historie
De ældste nødpejlesendere sendte på VHF flybåndets nødfrekvens 121,5 MHz. Lidt nyere enheder sender også på flybåndets nødfrekvens på UHF, 243 MHz. De nyeste sender på 121,5 og 406 MHz. Den højeste frekvens modtages af satellitter i Cospas-Sarsat 406-systemet og videresendes til hovedredningscentralerne. Efter råd fra ICAO til Cospas-Sarsat ophørte satellitternes overvågning af frekvenserne 121,5 MHz og 243 MHz 1. februar 2009.
De nyere nødpejlesendere programmeres for at sende skibets eller flyets kaldesignal og skibets navn. Herudover sendes GPS-koordinater, som er genereret af en indbygget GPS-modtager.